# سان فايسينت دي مونتالت
بلدية سانت بيسينس دي مونتالت (بالكاتالانية: Sant Vicenç de Montalt) هي إحدى بلديات مقاطعة برشلونة، والتي تقع في منطقة كاتالونيا، شرق إسبانيا.
يبلغ عدد سكانها 5.267 نسمة وفقاً لإحصائية سنة (2007).

## أعلام
- راسل غوميز